# Exposed (Vince-Neil-Album)
Exposed ist das Debütalbum des US-amerikanischen Sängers Vince Neil. Es erreichte Platz 13 der US-Album-Charts.

## Hintergrund
Vince Neil, Gründungsmitglied und Sänger der Glam-Metal-Band Mötley Crüe, mit denen er die Alben Too Fast for Love (1981), Shout at the Devil (1983), Theatre of Pain (1985), Girls, Girls, Girls (1987) und Dr. Feelgood (1989), geriet während der Arbeiten für das Nachfolgealbum zu Dr. Feelgood wegen seiner anderen Aktivitäten, die nichts mit der Band zu tun hatten, mit den übrigen Bandmitgliedern in Streit und musste die Gruppe verlassen.
Er stellte eine eigene Band zusammen, für die ihm die Verpflichtung des Billy-Idol-Gitarristen Steve Stevens gelang; weitere Mitglieder der Gruppe wurden Dave Marshall (Gitarre), Robbie Crane (Bass) und Vik Foxx (Schlagzeug). Zum Zeitpunkt der Aufnahmen für das Album waren weder Crane noch Marshall bereits Mitglieder der Band; sämtliche Bass- und Gitarrenspuren wurden von Steve Stevens aufgenommen.
Zunächst erschien 1992 der Soundtrack zum Film Encino Man (deutscher Titel: Steinzeit Junior), auf dem der Titel You're Invited (But Your Friend Can't Come) enthalten war, der von Vince Neil, Jack Blades und Tommy Shaw geschrieben worden war. Das Lied erreichte die britischen Single-Charts (Platz 64).
Am 27. April 1993 veröffentlichte Warner Brothers Records das Album Exposed, das auf Platz 13 der Billboard 200 einstieg und sich 13 Wochen in den US-Charts hielt. In Deutschland erreichte es Platz 96. Die Titel Sister of Pain und Can't Change Me wurden als Singles ausgekoppelt, außerdem enthielt das Album das Sweet-Cover Set Me Free. Auf der Maxi-CD zu Sister of Pain wurde außerdem eine Coverversion des Rod-Stewart-Songs Blondes Have More Fun sowie von I Wanna be Sedated (Ramones) veröffentlicht. Die Band tourte als Vorgruppe für Van Halen durch die USA.

## Rezeption
Achim Karstens, Rezensent des deutschen Magazins Rock Hard, schrieb zu Exposed, es enthalte „locker-flockiges Songmaterial,“ sei natürlich „nicht meilenweit entfernt vom letzten Mötley-Album“. Er betonte, Neil und Stevens kämen auf dem Album „bestens klar,“ und schon deshalb entwickle sich „das Album zu einem äußerst partykompatiblen Output.“ Er schloss damit, dass nach „Exposed“ „selbst Mötley Crüe es schwer haben“ würden, „noch einen draufzusetzen.“ Karstens vergab für das Album 8 von 10 erreichbaren Punkten.

## Titelliste
1. 5:51 – Look in her Eyes (Vince Neil, Steve Stevens, Phil Soussan)
2. 5:03 – Sister of Pain (Vince Neil, Jack Blades, Tommy Shaw)
3. 3:57 – Can’t Have Your Cake (Vince Neil, Steve Stevens)
4. 4:12 – Fine, Fine Wine (Vince Neil, Phil Soussan)
5. 4:54 – The Edge (Vince Neil, Steve Stevens, Phil Soussan)
6. 4:41 – Can’t Change me (Jack Blades, Tommy Shaw)
7. 4:04 – Set me Free (Andrew Scott)
8. 5:40 – Living is a Luxury (Vince Neil, Steve Stevens)
9. 4:23 – You’re Invited (But Your Friend Can’t Come) (Vince Neil, Jack Blades, Tommy Shaw)
10. 4:38 – Gettin’ Hard (Vince Neil, Steve Stevens, Phil Soussan)
11. 5:12 – Forever (Vince Neil, Steve Stevens, Phil Soussan)